# Antonio Zacco (militare)
Antonio Zacco (Padova, 1654 – Padova, 27 agosto 1723) è stato un militare italiano.
Nacque da una nobile famiglia padovana.
Prestò servizio presso l'esercito dell'elettorato di Baviera e, messo a capo di un reggimento, combatté in Ungheria nel corso della guerra austro-turca. Le sue capacità gli valsero le lodi del duca Massimiliano Emanuele.
Nel 1696 venne richiamato in Patria per partecipare alla guerra di Morea, ancora contro i Turchi, in qualità di luogotenente generale. Posto a difesa di Modone, venne imprigionato durante dopo la caduta della piazzaforte (1715) e solo dopo cinque anni, grazie alla pace di Passarowitz, poté tornare a Venezia. In segno di riconoscenza, il Senato gli concesse una pensione di 2.000 ducati annui.
È raffigurato da una delle statue di Prato della Valle, realizzata nel 1776 da Giovanni Battista Bendazzoli su commissione dell'Accademia Delia (di cui era stato protettore d'armi). Viene rappresentato in vesti romane, con elmo piumato e bastone del comando; ai piedi sono poste una tromba e delle palle di cannone.